# Franz Sigismund Adalbert von Lehrbach
Franz Sigismund Adalbert von Lehrbach (Ellingen, 11 maggio 1729 – Ellingen, 26 ottobre 1787) è stato un diplomatico, nobile e numismatico tedesco.

## Biografia

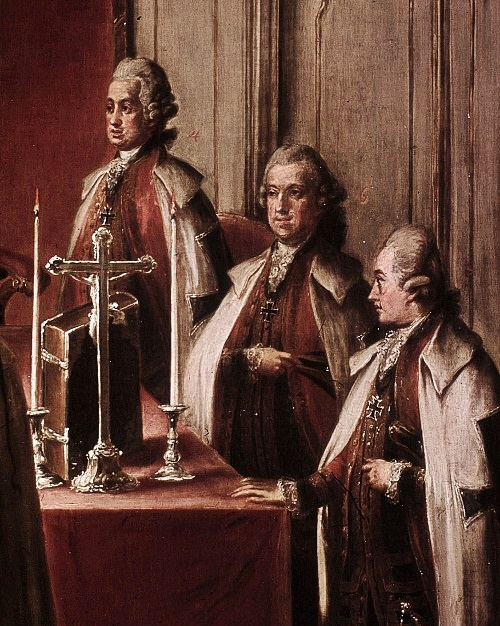
Franz Sigismund Adalbert von Lehrbach ritratto durante l'elezione del gran maestro del 1780

Franz Sigismund Adalbert von Lehrbach era membro di una nobile famiglia originaria dell'Assia. I suoi genitori erano il barone Karl Wilhelm von Lehrbach († 1754) e Maria Katharina Elisabetha Franziska von Ketschau. Suo fratello minore, Damian Hugo Philipp von Lehrbach (1738-1815), fu gesuita e canonico della cattedrale di Frisinga.
Franz Sigismund Adalbert von Lehrbach crebbe a Bruchsal e si unì ancora in gioventù ai cavalieri dell'Ordine Teutonico. Nel 1765 fu promosso commendatore del baliaggio di Franconia con sede presso il castello di Ellingen; qui si impegnò nella ricostruzione e nella ristrutturazione della struttura. Dal 1775 prestò servizio come ambasciatore imperiale presso l'Elettorato Palatino, e presso Magonza (1775-1778), presso il principato vescovile di Spira (1775-1787), nell'Assia-Kassel (1775-1785) e nell'Assia-Darmstadt (1775-1785); dal 1777 sino alla sua morte fu inoltre ambasciatore del Palatinato in Baviera.

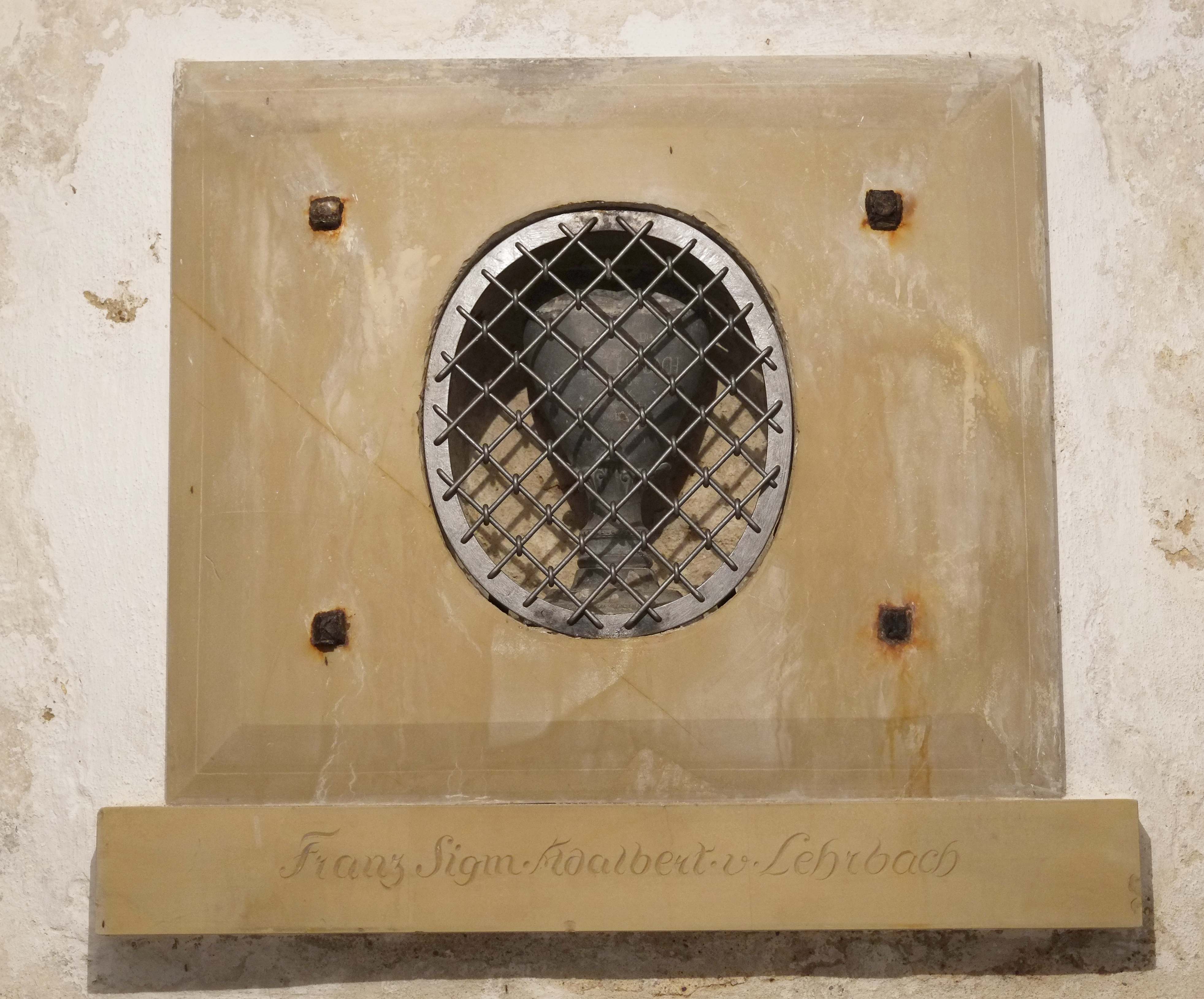
L'urna col cuore di Franz Sigismund Adalbert von Lehrbach nella chiesa di Maria-Hilf a Ellingen.

Nel 1780 prese parte all'elezione del gran maestro dell'Ordine Teutonico che si svolse presso la Hofburg di Vienna e che portò all'elezione dell'arciduca Massimiliano d'Asburgo-Lorena. Un grande dipinto su tavola eseguito da Johann Franz Greipel (1720–1798) e conservato alla Hofburg di Innsbruck, lo mostra raffigurato in quel momento insieme ad altri membri preminenti dell'ordine.
Franz Sigismund Adalbert von Lehrbach fece erigere la chiesa di Plainfeld nel 1783 affidandola all'Ordine, nonché quella di sant'Agostino a Stopfenheim nel 1773. Fondò un liceo ad Ellingen nel 1773. Per tutta la vita fu un valente numismatico e la sua collezione passò alla sua morte al ramo viennese dell'Ordine Teutonico. Johann Georg Friedrich Jacobi (1751-1824) gli dedicò la sua “Nuova Raccolta di scritti geografici-storico-statistici” nel 1784.
Morì nel 1787 dopo essere stato nominato consigliere privato dell'imperatore e ciambellano imperiale. L'urna contenente il suo cuore si trova nella cappella di Maria-Hilf a Ellingen.